# Mötley Crüe
Mötley Crüe este o formație heavy metal americană, formată în Los Angeles, California, în 1981. Trupa a fost fondată de către basistul Nikki Sixx și bateristul Tommy Lee, cărora mai târziu li s-au alăturat chitaristul Mick Mars și vocalistul Vince Neil. Mötley Crüe este una din cele mai bine vândute formații din toate timpurile, având vânzări de peste 75 de milioane de înregistrări, dintre care 25 de milioane în SUA.
Membrii formației au fost adesea remarcați pentru stilul lor de viață hedonistic. Diferiți membri originali ai trupei au avut numeroase probleme cu legea, au ajuns în închisoare, au suferit de alcoolism și de dependență de droguri ca cocaina și heroina, au avut nenumărate escapade cu femei și sunt tatuați excesiv. Formația este considerată a fi parte din primul val al glam metal-ului.
Cel de-al nouălea și cel mai recent album de studio al lor, Saints of Los Angeles, a fost lansat pe 24 iunie 2008, și a fost certificat cu aur în ianurie 2012. În iulie 2014 formația urmează să pornească într-un turneu de adio care va dura până în 2015, după care se vor retrage.
Mötley Crüe s-a clasat pe locul 10 în lista MTV "Top 10 Heavy Metal Bands of All-Time" și pe locul 9 în lista "VH1's All Time Top Ten Metal Bands".

## Membrii formației
|            |           |            |           |
| Vince Neil | Tommy Lee | Nikki Sixx | Mick Mars |

| Foști membri - John Corabi – vocal, chitară ritmică, pian (1992–1996) - Randy Castillo – baterie, percuție (1999–2002) - Samantha Maloney – baterie, percuție (2000–2004) - Mick Mars – chitară, back vocal (1981–prezent) - Nikki Sixx – chitară bas, clape, back vocal (1981–prezent) - Tommy Lee – baterie, percuție, pian, back vocal (1981–1999, 2004–prezent) - Vince Neil – vocal, chitară ritmică, harmonica (1981–1992, 1997–prezent) | Membri de turnee - Will Hunt – baterie, percuție (12 iunie 2007) - Morgan Rose – baterie, percuție (august 2009) - Frank Zummo – baterie, percuție (august 2009) |

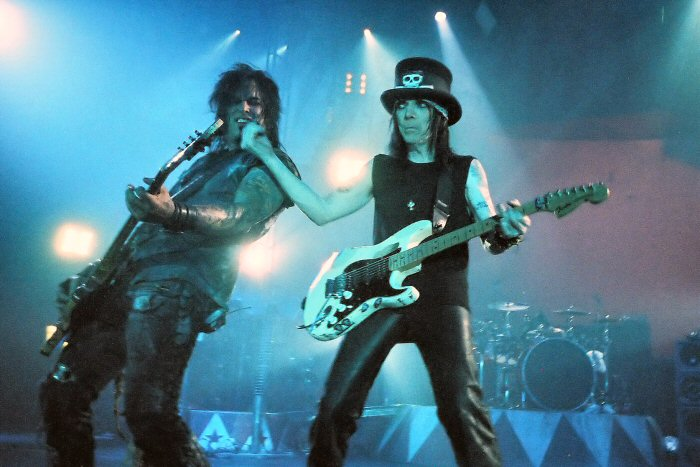
Nikki Sixx și Mick Mars de la Mötley Crüe, evoluând pe 14 iunie 2005 în Glasgow, Scoția

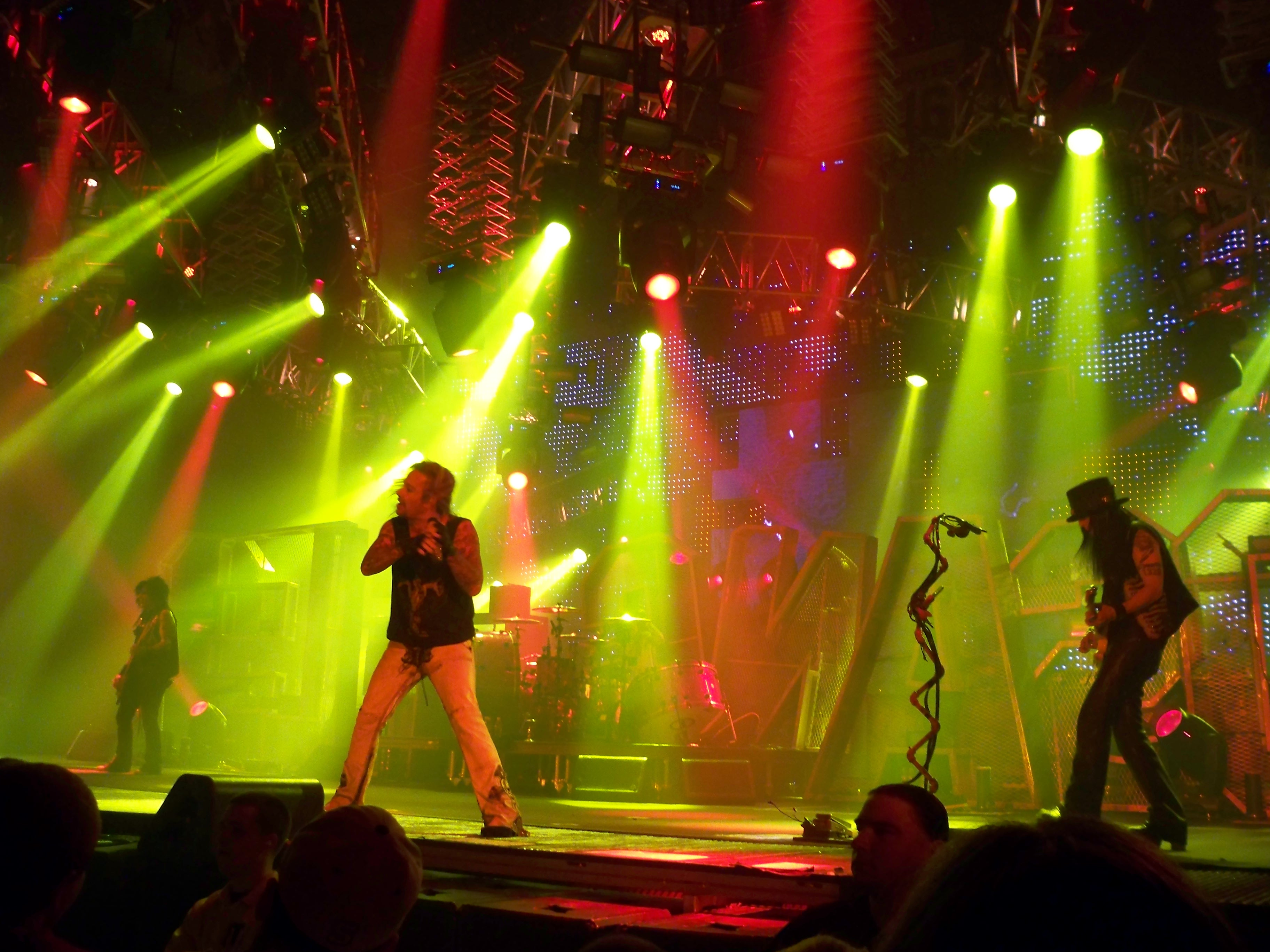
Mötley Crüe în Erie, 7 martie 2009

## Discografie
Albume de studio
- Too Fast for Love (1981)
- Shout at the Devil (1983)
- Theatre of Pain (1985)
- Girls, Girls, Girls (1987)
- Dr. Feelgood (1989)
- Mötley Crüe (1994)
- Generation Swine (1997)
- New Tattoo (2000)
- Saints of Los Angeles (2008)

## Video
- Uncensored — (1985)
- Dr. Feelgood — The Videos
- Decade of Decadence:1981-1991
- Greatest Video Hits
- VH1: Behind The Music
- Lewd, Crued & Tattooed (Live DVD)
- Carnival Of Sins: Live
- Crüe Fest: Live

## Turnee
| - 1981: Anywhere, USA Tour (Northern California) - 1981 - 1982: Too Fast For Love Tour - 1982: Crüesing Through Canada Tour - 1983 - 1984: Mötley Crüe Tour (World) - 1985 - 1986: Welcome to the Theatre of Pain Tour - 1987 - 1988: Girls, Girls, Girls Tour (World) - 1989: Moscow Music Peace Festival Tour (Russia) - October 1989 - August 1990: Dr. Feelgood World Tour - 1991: Monsters of Rock Tour - 1994: Anywhere There's Electricity Tour (Americas and Japan) - 1997: Live Swine Listening Party Tour - 1997: Mötley Crüe vs. The Earth Tour - 1998 - 1999: Greatest Hits Tour - 1997: Mötley Crüe vs. The Earth Tour - June - September 1999: Maximum Rock Tour - 1999: Welcome to the Freekshow Tour - 2000: Maximum Rock 2000 Tour | - 2000: New Tattoo Tour (Japan) - 2005: Red, White & Crüe...Better Live Than Dead Tour - 2005 - 2006: Carnival Of Sins Tour - September - December 2006: Route of All Evil Tour - 2007: Mötley Crüe Tour - July - August 2008: Crüe Fest Tour - October 2008 - July 2009: Saits of Los Angeles Tour - July - September 2010: Crüe Fest 2 Tour - 2010: The Dead of Winter Tour (Canada) - 2010: Ozzfest Tour - 2011: Glam-A-Geddon Tour - October 2011: Mötley Crüe 30th Anniversary Tour (Japan) - 2011: Mötley Crüe England Tour - 2012: European Tour - March - October 2012: The Tour - April - May 2013: Canadian Tour - July 2014 - 2015: Mötley Crüe Farewell Tour |